# Дворец Эстерхази (Братислава)
Дворец Эстерхази (словац. Esterháziho palác) — дворец рода Эстергази в стиле неоренессанса в районе Старе Место Братиславы (Словакия), на набережной реки Дунай.
Построен ок. 1870-х годов. В 1920-е и 1950-е годы здание было перестроено для нужд Словацкой национальной галереи.
Сегодня вместе с примыкающим зданием Водные казармы (словац. Vodné kasárne) и дополнительными пристройками служит помещением для экспонатов галереи.